# Uromys imperator
Uromys imperator är en däggdjursart som först beskrevs av Thomas 1888.  Uromys imperator ingår i släktet nakensvansade råttor och familjen råttdjur. Inga underarter finns listade.
Denna gnagare är bara känd för vetenskapsvärlden från tre exemplar som hittades under sena 1800-talet på ön Guadalcanal som tillhör Salomonöarna. Sedan dess gjordes inga fler fynd och det antas att Uromys imperator är utdöd. Å andra sidan gjordes inga större ansträngningar för att hitta fler individer. IUCN kategoriserar arten därför fortfarande som akut hotad (CR). Enligt obekräftade berättelser från öns befolkning var arten i början vanlig i torra och fuktiga habitat. Dessutom hade djuret enligt dessa historier överlevt till 1960-talet. De sista overifierade observationerna gjordes i fuktiga bergsskogar.